# Barthlottia madagascariensis
Barthlottia es un género monotípico de plantas perteneciente a la familia Scrophulariaceae. Su única especie: es: Barthlottia madagascariensis. Se encuentra en los bosques y las caras rocosas de los inselberg en la Provincia de Toliara de Madagascar.

## Taxonomía
Barthlottia madagascariensis fue descrita por Eberhard Fischer y publicado en Bulletin du Muséum National d'Histoire Naturelle, Section B, Adansonia. Botanique Phytochimie 18: 352, f. 1, 2. 1996.